# اندری یاکوولیف
اندری یاکوولیف (اوکراینی: Андрій Валентинович Яковлєв؛ زادهٔ ۲۰ فوریهٔ ۱۹۸۹) بازیکن فوتبال اهل اوکراین است.
از باشگاه‌هایی که در آن بازی کرده‌است می‌توان به باشگاه فوتبال متالورگ دونتسک، باشگاه فوتبال آرارات ایروان، باشگاه فوتبال شاختار دونتسک، باشگاه فوتبال سوکول ساراتوف، باشگاه فوتبال نسف قرشی، باشگاه فوتبال زاریا بالتی، باشگاه فوتبال باته بوریسف، باشگاه فوتبال استال کامیانسکه، و باشگاه فوتبال پالانگا اشاره کرد.
وی همچنین در تیم ملی فوتبال Ukraine U17 بازی کرده‌است.